# إيكيتشوكوو أوتشي
إيكيتشوكوو أوتشي Ikechukwu Uche، من مواليد 5 يناير 1984 في آبا في نيجيريا، لاعب كرة قدم نيجيري.
بدأ مسيرته الكروية مع نادي راسينغ فيرول في عام 2001، ولعب معهم حتى عام 2003، وشارك معهم في 28 مباراة وسجل هدفين، وفي عام 2003 انتقل إلى نادي ريكرياتيفو هويلفا الإسباني، ولعب معهم حتى عام 2007، وشارك معهم في 73 مباراة وسجل 21 هدف، ومنذ عام 2007 وهو يلعب مع نادي خيتافي الإسباني.
منذ عام 2007 وهو يلعب مع منتخب نيجيريا لكرة القدم.

## روابط خارجية
- إيكيتشوكوو أوتشي على موقع الاتحاد الدولي (مؤرشف)  (الإنجليزية)
- إيكيتشوكوو أوتشي على موقع قاعدة بيانات كرة القدم.إي يو (الإنجليزية)
- إيكيتشوكوو أوتشي على موقع ناشيونال فوتبول تيمز (الإنجليزية)
- إيكيتشوكوو أوتشي على موقع Soccerbase.com (لاعب) (الإنجليزية)
- إيكيتشوكوو أوتشي على موقع Soccerway.com (الإنجليزية)
- إيكيتشوكوو أوتشي على موقع عالم كرة القدم.نت (الإنجليزية)
- إيكيتشوكوو أوتشي على موقع كووورة